# John Bufton
John Andreas Bufton (født 31. august 1962) er siden 2009 britisk medlem af Europa-Parlamentet, valgt for UK Independence Party (indgår i parlamentsgruppen Europa for frihed og demokrati).